# Román González (pugile)
Román Alberto González Luna (Managua, 17 giugno 1987) è un pugile nicaraguense.
Soprannominato El Chocolatito, è il primo e unico nicaraguense a vincere titoli mondiali in quattro differenti categorie di peso. È stato infatti detentore dei titoli WBA dei paglia dal 2008 al 2010, WBA dei minimosca dal 2011 al 2013, WBC, The Ring e lineare dei mosca dal 2014 al 2016 ed infine WBC dei supermosca dal 2016 al 2017. 
È principalmente noto per la sua striscia di imbattibilità di 46 incontri, distante tre successi dai primati di Marciano e Mayweather, interrotta solamente nel 2017 a seguito della sua prima sconfitta da professionista. Occupa dal 2015 il primo posto della classifica Pound for Pound di Ring Magazine e della ESPN.

## Carriera professionale
Gonzalez compie il suo debutto da professionista il 1º luglio 2005, sconfiggendo il connazionale Ramon Urbina per KO alla seconda ripresa.

## Record professionale
| Ris.     | Record | Avversario     | Tipo | Rnd., Tempo  | Data       | Luogo      | Note                                           |
| -------- | ------ | -------------- | ---- | ------------ | ---------- | ---------- | ---------------------------------------------- |
| Vittoria | 44-0   | Brian Viloria  | KOT  | 9 (12), 2:53 | 17-10-2015 | New York   | Difende i titoli WBC e The Ring dei pesi mosca |
| Vittoria | 43-0   | Édgar Sosa     | KOT  | 2 (12), 2:37 | 16-05-2015 | California | Difende i titoli WBC e The Ring dei pesi mosca |
| Vittoria | 42-0   | Valentin Leon  | KOT  | 3 (10), 2:27 | 28-02-2015 | Managua    |                                                |
| Vittoria | 41-0   | Rocky Fuentes  | KOT  | 6 (12), 2:11 | 22-11-2014 | Kanagawa   | Difende i titoli WBC e The Ring dei pesi mosca |
| Vittoria | 40-0   | Akira Yaegashi | KOT  | 9 (12), 2:24 | 05-09-2014 | Tokyo      | Vince i titoli WBC e The Ring dei pesi mosca   |